# 38019 Жанмаріпелт
38019 Жанмаріпелт (38019 Jeanmariepelt) — астероїд головного поясу, відкритий 1 червня 1998 року.
Тіссеранів параметр щодо Юпітера — 3,148.
Названий на честь Жан-Марі Пелта — французького ботаніка з університету Меца, засновника Європейського інституту екології (1972).